# Marta Topferova
Marta Topferova (Ostrava, 1975) es una cantante y compositora checa.

## Biografía
Hija de padres actores, fue en el ambiente familiar donde primero tomó contacto con la música latina que posteriormente le daría proyección internacional. A los ocho años, su familia se mudó a Praga. Allí empezó a cantar, en el coro Mladi children's chorus, cuyo repertorio era principalmente de piezas clásicas y de folclore. Siendo niña, estudió guitarra y tuvo su primera guitarra a la edad de trece años. Con este coro, hizo giras internacionales participando en festivales en Alemania y Finlandia en los años 80.
A los once años, en 1987, se mudó con su madre a Seattle, EE. UU.. Allí cantaría en un coro clásico hasta los quince años. También sería allí donde tomó un mayor contacto con la comunidad latina y su música. Marta cantó en The Seattle Girls Choir durante cuatro años. Después, se especializaría en música y danza en el Bard College, en Nueva York.
En 1993, se trasladó a Morón de la Frontera, España, para estudiar música española. Aprendió guitarra española y percusión manual.
Después de pasar dos años entre España y República Checa, además de viajar por México y Cuba, volvió a Nueva York en 1996, donde vivió hasta el 2012. Compone, arregla y ejecuta sus canciones originales. También colabora con otros grupos y artistas, como Lucía Pulido y Fiesta De Tambores entre otros.
Después de haber vivido nuevamente unos años en su país natal (2013-2020) se ha mudado para Berlín donde vive actualmente.

## Su música
Su estilo musical se encuadra dentro de la música latina y la world music.
Su principal influencia musical ha sido la discografía hispana disponible en casa de sus padres y que posteriormente sería reflejada en sus discos. Estas influencias van desde el sonido andino de Inti-Illimani a la cantante argentina Mercedes Sosa. También marcaron su estilo el flamenco de Camarón de la Isla, Paco de Lucía, así como la música brasileña de Antonio Carlos Jobim y Vinícius de Moraes, además de Ornella Vanoni, Guillermo Portabales, Atahualpa Yupanqui, Eliades Ochoa, Benny Moré, Los Compadres, Simón Díaz, etcétera.

## Discografía
- 2024 Sombras. Moravia Publishing.
- 2019 Cesta domů. Sencillo. Moravia Publishing.
- 2017 Tento svět. Moravia Publishing.
- 2016 Reencuentros. Senderos.
- 2013 Milokraj. Animal Music.
- 2011 The Other Shore. World Village.
- 2009 Trova. World Village.
- 2006 Flor Nocturna. World Village.
- 2005 La Marea. World Village.
- 2003 Sueño Verde. Circular Moves/Rykodisc.
- 2002 Homage To Homeland. Czech, Moravian & Slovak Folk Songs, Lyra Records.

### Discos colectivos
- Women of the World - Acoustic. Recopilación del sello Putumayo.